# Luna 9
Luna 9 (rusky Луна-9, někdy se o ní můžeme dočíst také jako o sondě Lunik 9, či 01954) byla první sondou ze Země, která měkce přistála na Měsíci.
Luna 9 startovala na svoji cestu k Měsíci dne 31. ledna 1966 v 11:45:00 UTC času ze Sovětského svazu a na povrch dosedla 3. února 1966 v 19:45:45 středoevropského času v Oceánu bouří (Oceanus Procellarum). Luna 9 poskytla kvalitní detailní snímky povrchu.
Celkově sonda vážila 1 580 kilogramů, z čehož automatický přistávací modul měl hmotnost 99 kilogramů. Do vesmíru byla sonda vynesena čtyřstupňovým raketovým nosičem A-2-E (Molnija) z kosmodromu Bajkonur.

## Přistání

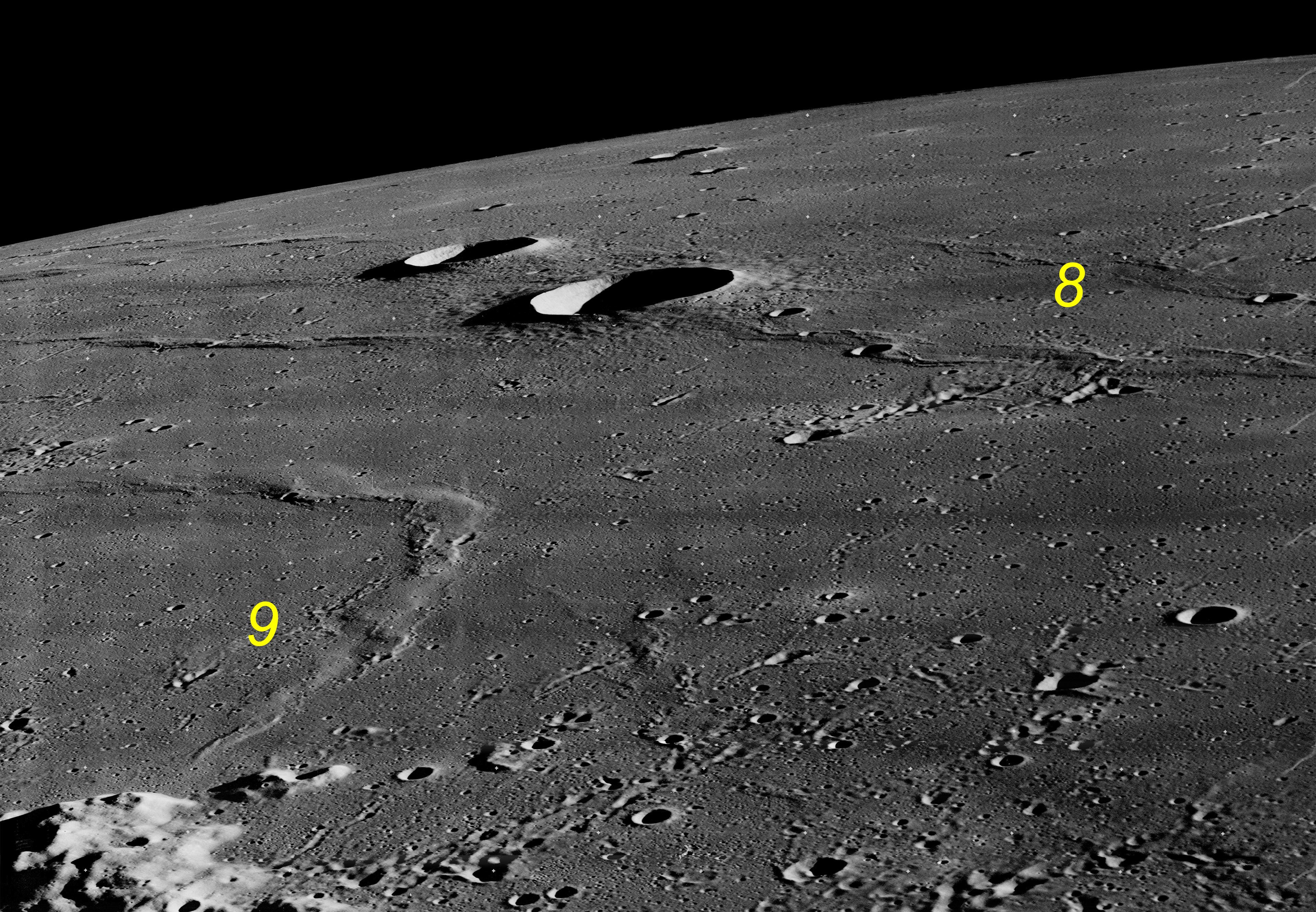
Šikmý pohled na Planitia Descensus na Měsíci, obrácený k severu (kráter Galilaei je největší kráter nad středem), s vyznačením přibližné polohy míst přistání Luny 8 a Luny 9

První korekce dráhy byla provedena 1. února večer, druhá hodinu před dopadem ve výši 8300 km nad povrchem Měsíce. Pak řídící systém snížil rychlost pádu a v poslední fázi se od rakety oddělilo přístrojové pouzdro s ochranným obalem a dopadlo na povrch. Modul přistál v západní části Oceánu bouří (Oceanus Procellarum), přesně na souřadnicích 7,08 stupně severní selenografické šířky a 295,63 stupně východní selenografické délky, tedy nedaleko kráteru Cavalerius. Místo dostalo název Planitia Descensus.

## Plnění programu
Po přistání se otevřely čtyři lopatky – „okvětní lístky“ sondy, které měly za úkol sondu na měsíčním povrchu stabilizovat, aby mohla začít vysílat fotografie měsíčního povrchu zpět na Zem do řídícího střediska. Po stabilizaci se aktivovaly antény s pomocí zmíněných lopatek a tak přenos mohl být zahájen. Kvůli poloze Slunce byl zahájen až 4. února, poslední o den později. Sonda uskutečnila celkem šest rádiových relací v celkové době trvání 8 hodin a 5 minut.
Během této doby se podařilo sestavit tři krátké filmy s tematikou měsíční krajiny (jednalo se o zachycení nejbližšího okolí sondy, o nedaleké skály a o natočení 1,4 kilometry vzdáleného horizontu). Na snímcích byly pozorovány milimetrové podrobnosti povrchu. Sonda byla hermeticky uzavřený kontejner, který dále obsahoval na palubě vlastní zdroj energie, vědecké aparatury, hlavní kontrolní systém a kamerový systém.
Úspěšné přistání sondy definitivně potvrdil předpoklad, že povrch Měsíce je pevný a že je tedy možné, aby se po něm procházeli lidé. Do této doby se totiž část odborné veřejnosti domnívala, že povrch Měsíce je sypký a že se každý předmět bude muset zákonitě do moře prachu potopit a případní návštěvníci by tak zahynuli. Poslední kontakt se sondou proběhl v 22:55 UT dne 6. února 1966.